# Yocto
Yocto este un prefix al unităților de măsură care înseamnă 10-24, care se notează cu „y”. A fost adoptat de către BIPM.